# Shades
Shades (br: Reflexos de um Assassino) é um filme belga de 1999 dirigido por Erik Van Looy e escrito por Looy, Paul Breuls e Guy Lee Thys.

## Sinopse
Uma equipe de filmagem está na Bélgica para rodar uma produção, baseada numa história real, sobre um serial killer responsável pela morte de três pessoas. O produtor do filme tenta resolver os mais variados conflitos.   

## Elenco
- Jan Decleir - Freddy Lebecq
- Mickey Rourke - Paul Sullivan
- Gene Bervoets - Max Vogel
- Andrew Howard - Dylan Cole
- Matthew Hobbs - ele mesmo